# 부천시의 마천루 목록
대한민국 경기도 부천시의 마천루 목록이다. 대한민국의 「초고층 및 지하연계 복합건축물 재난관리에 관한 특별법」에 따르면 '초고층 건축물' 이란 층수가 50층 이상 또는 높이가 200m 이상인 건축물을 말한다.

## 마천루 순위
본 목록은 완공되었거나, 상량식을 끝낸 마천루이다.
| 순위 | 이름                                  | 사진 | 위치            | 높이 | 층수 | 완공 연도 | 비고                                           |
| ---- | ------------------------------------- | ---- | --------------- | ---- | ---- | --------- | ---------------------------------------------- |
| 1=   | 리첸시아 타워 1동                     |      | 원미구 중동     | 241m | 66층 | 2012년    | 2012년에 부천시에서 가장 높은 마천루가 되었다. |
| 1=   | 리첸시아 타워 2동                     |      | 원미구 중동     | 241m | 66층 | 2012년    | 2012년에 부천시에서 가장 높은 마천루가 되었다. |
| 3=   | 힐스테이트 중동 101동                 |      | 원미구 중동     | 172m | 49층 | 2022년    | [ 7 ]                                          |
| 3=   | 힐스테이트 중동 102동                 |      | 원미구 중동     | 172m | 49층 | 2022년    | [ 8 ]                                          |
| 3=   | 힐스테이트 중동 103동                 |      | 원미구 중동     | 172m | 49층 | 2022년    | [ 9 ]                                          |
| 3=   | 힐스테이트 중동 104동                 |      | 원미구 중동     | 172m | 49층 | 2022년    | [ 10 ]                                         |
| 3=   | 힐스테이트 중동 105동                 |      | 원미구 중동     | 172m | 49층 | 2022년    | [ 11 ]                                         |
| 3=   | 힐스테이트 중동 106동                 |      | 원미구 중동     | 172m | 49층 | 2022년    | [ 12 ]                                         |
| 9=   | 신중동역 랜드마크 푸르지오 시티 101동 |      | 원미구 중동     | 171m | 49층 | 2022년    | [ 13 ]                                         |
| 9=   | 신중동역 랜드마크 푸르지오 시티 102동 |      | 원미구 중동     | 171m | 49층 | 2022년    | [ 13 ]                                         |
| 11=  | 중동 센트럴파크 푸르지오 103동        |      | 원미구 중동     | 165m | 49층 | 2019년    | [ 14 ]                                         |
| 11=  | 중동 센트럴파크 푸르지오 104동        |      | 원미구 중동     | 165m | 49층 | 2019년    | [ 15 ]                                         |
| 13=  | 중동 센트럴파크 푸르지오 105동        |      | 원미구 중동     | 164m | 49층 | 2019년    | [ 16 ]                                         |
| 13=  | 중동 센트럴파크 푸르지오 106동        |      | 원미구 중동     | 164m | 49층 | 2019년    | [ 17 ]                                         |
| 15=  | 중동 센트럴파크 푸르지오 101동        |      | 원미구 중동     | 162m | 49층 | 2019년    | [ 18 ]                                         |
| 15=  | 중동 센트럴파크 푸르지오 102동        |      | 원미구 중동     | 162m | 49층 | 2019년    | [ 19 ]                                         |
| 17=  | 상동 스카이뷰 자이 101동              |      | 원미구 상동     | 157m | 45층 | 2018년    | [ 20 ]                                         |
| 17=  | 상동 스카이뷰 자이 102동              |      | 원미구 상동     | 157m | 45층 | 2018년    | [ 21 ]                                         |
| 19=  | 한신더휴 메트로 101동                 |      | 소사구 소사본동 | 127m | 41층 | 2020년    | [ 22 ]                                         |
| 19=  | 한신더휴 메트로 102동                 |      | 소사구 소사본동 | 127m | 41층 | 2020년    | [ 23 ]                                         |
| 21=  | 상동 비잔티움 웨스트동                |      | 원미구 상동     | 126m | 37층 | 2007년    | [ 24 ]                                         |
| 21=  | 상동 비잔티움 이스트동                |      | 원미구 상동     | 126m | 37층 | 2007년    | [ 24 ]                                         |
| 23=  | 이안 더 클래식 A동                    |      | 원미구 중동     | 118m | 33층 | 2007년    | [ 25 ]                                         |
| 23=  | 이안 더 클래식 B동                    |      | 원미구 중동     | 118m | 33층 | 2007년    | [ 25 ]                                         |
| 25=  | 코오롱파크뷰 A동                      |      | 원미구 중동     | 117m | 33층 | 2007년    | [ 26 ]                                         |
| 25=  | 코오롱파크뷰 B동                      |      | 원미구 중동     | 117m | 33층 | 2007년    | [ 26 ]                                         |
| 27   | 삼보테크노타워                        |      | 원미구 춘의동   | 117m | 27층 | 2018년    | [ 27 ]                                         |
| 28=  | 소사역 한라비발디 프레스티지 101동    |      | 소사구 소사본동 | 115m | 36층 | 2024년    | [ 28 ]                                         |
| 28=  | 소사역 한라비발디 프레스티지 102동    |      | 소사구 소사본동 | 115m | 36층 | 2024년    | [ 29 ]                                         |

## 미완공 마천루

### 계획중인 마천루
이 목록은 현재 경기도 부천시에서 계획이 진행중인 마천루이다.
| 이름                  | 위치        | 높이 | 층수 | 완공 예정 | 비고 |
| --------------------- | ----------- | ---- | ---- | --------- | ---- |
| 부천영상문화단지 호텔 | 원미구 상동 | -    | 70층 | -         |      |

## 같이 보기
- 부천시
- 마천루 목록
- 아시아의 마천루 목록
- 대한민국의 마천루 목록